# Euzophera tetragramma
Euzophera tetragramma is een vlinder uit de familie snuitmotten (Pyralidae). De wetenschappelijke naam is voor het eerst geldig gepubliceerd in 1910 door Rebel.
De soort komt voor in Europa.